# باسكال أولميتا
باسكال أولميتا (بالفرنسية: Pascal Olmeta) (7 أبريل 1961 في باستيا) لاعب كرة قدم فرنسي معتزل كان يجيد اللعب في مركز حراسة المرمى . اشتهر باللعب لصالح نادي مرسيليا في بداية حقبة التسعينات وجلس احتياطيا للأساسي فابيان بارتيز في الفوز ببطولة دوري أبطال أوروبا سنة 1993 على حساب نادي إيه سي ميلان الإيطالي بنتيجة 1-0 ولكن تم سحب هذا اللقب بسبب نتيجة التلاعب في نتائج بطولة دوري الدرجة الأولى الفرنسي . يعتبر إريك كانتونا الصديق المقرب لأولميتا واستدعائه للمشاركة في المباراة التكريمية بين نادي مانشستر يونايتد الإنجليزي ونجوم العالم كذلك تم استدعائه للمشاركة في مباراة الاحتفال بذكرى كارثة ميونخ سنة 1998 والمباراة التكريمية للمدير الفني الاسكتلندي أليكس فيرغسون سنة 1999 . مثل منتخب فرنسا في كأس العالم الشاطئية سنة 2001 وحصل على جائزة أفضل حارس مرمى بالبطولة .

## روابط خارجية
- باسكال أولميتا على موقع رابطة كرة القدم الفرنسية للمحترفين (الإنجليزية)
- باسكال أولميتا على موقع قاعدة بيانات كرة القدم.إي يو (الإنجليزية)
- باسكال أولميتا على موقع ليكيب (الفرنسية)
- باسكال أولميتا على موقع Soccerbase.com (لاعب) (الإنجليزية)
- باسكال أولميتا على موقع عالم كرة القدم.نت (الإنجليزية)